# Робиланте
Робила̀нте (на италиански: Robilante; на пиемонтски: Robilant, Робилант, на окситански: Roubilant, Роубилант) е село и община в Северна Италия, провинция Кунео, регион Пиемонт. Разположено е на 686 m надморска височина. Населението на общината е 2447 души (към 2010 г.).